# Glypta evansi
Glypta evansi är en stekelart som beskrevs av Dasch 1988. Glypta evansi ingår i släktet Glypta och familjen brokparasitsteklar. Inga underarter finns listade i Catalogue of Life.